# IV. Alfonz leóni király
IV. (Szerzetes) Alfonz (897 – 933 augusztusa) León királya (925–931) a Kantábriai-házból.
II. Ordoño galiciai és leóni királynak és az első feleségének, Elvira Menéndeznek a fia volt. Több helyen V. Alfonzként említik, de ez a jelölés pontatlan, ugyanis minden spanyol forrásmunka, és a nem spanyol források túlnyomó többsége is IV. Alfonz királyként tartja számon, II. Ordoño utódját, öccsét, II. Fruelát ugyanis II. Ordoño  fiai, Sáncho Ordoñez, Alfonz, valamint Ramiro trónbitorlónak tartották, és II. Fruela fiát, Froilaz Alfonzt a hívei hiába kiáltották ki királynak, ténylegesen nem vált uralkodóvá, mert II. Ordoño fiai még ebben az évben elűzték és a testvérek közül Alfonz lépett a trónra. Őt tartjuk valójában IV. Alfonz királynak.
IV. Alfonz győzelme ellenére sem tudott egységes királyságban uralkodni. Testvérei közül Sáncho Ordoñez Galicia királya lett, Ramiro pedig a portugál területek feletti uralmat kapta. 931-ben, felesége halálakor, IV. Alfonz az öccse, Ramiro javára lemondott a trónról, annak ellenére, hogy volt gyermeke. IV. Alfonz kolostorba vonult, ezért kapta a „szerzetes” elnevezést, Ramiro pedig II. Ramiro néven León királya lett. IV. Alfonz a következő évben (932) meggondolta magát, és vissza akart térni a trónra, II. Ramiro azonban legyőzte. IV. Alfonzt fogságba ejtették, megvakították, és a fogságban a következő évben meg is halt. Feleségétől, Onnecától, aki a pamplonai/navarrai királyi családból származott, született fia később - átmenetileg - mégis León királya lett, ő IV. Ordoño.